# Compsibidion megarthron
Compsibidion megarthron là một loài bọ cánh cứng trong họ Cerambycidae.